# 心之介。
心之介。（しんのすけ。、1985年2月15日 - ）は日本のタレント、占い師、実業家。日本最大級のライバー事務所『ライバージャパン』を運営する合同会社風来坊の代表社員であり、古舘プロジェクトの代表取締役社長でもある。1985年2月15日生まれ。三重県出身。男性。

## 経歴
- 2010年7月　手相詩人 心之介。として活動開始[1]。
- 2019年1月　合同会社風来坊を設立し、代表社員に就任[2][3]。
- 2019年7月　古舘プロジェクトに所属[4]。
- 2019年11月　17LIVEなどのライブ配信のマネージメント事務所・ライバージャパンの活動開始[5][6]。
- 2024年9月、古舘プロジェクトの代表取締役社長に就任[7]。

## 人物
美術、書道、お笑い、音楽など様々な経験を経て養った感性、膨大な統計から現在、“物凄く喋れる”占い師として「占いをポップに身近に」をテーマに番組・イベントMC業を中心に活動中。
軽快なトークを挟み「占いうんちく」や名前を聞いて秒速で性格や才能を見抜く「スーパー芸名占い」が話題を呼び、アイドル・芸人・ミュージシャンなど共演者は多岐に及ぶ。
2010年から始めている路上占いでは、約40,000人以上を鑑定する。
学生時代には全国大学生お笑い選手権優勝や、2007年R-1グランプリ準々決勝進出、2018年10月に石破茂より外務大臣賞受賞、ミセスコンのSNSブランディング・ライブ配信講師を務めるなど、活動場所は幅広い。

## 出演

### テレビ番組
- エンタテ!区（2021年5月）
- ももち浜ストア（2022年3月）

### ラジオ
- miracle!!（2019年 - 2021年、bayfm）

### 映画
- ダンスウィズミー（2019年、占い師）

### インターネット番組
- AKB48 Pigoo Radio Mousa（2011年、Pigooオンデマンド）
- 心之介。の占い1000人斬り！！（2017年、ワロップ）
- お悩み聞きまSHOW！！（2017年 - 2020年、ワロップ）
- 13時間生放送！占い師最強No.1決定戦（2017年、AbemaTV）
- Cafe AnemOne／チャレンジバラエティ（2020年、ワロップ）